# Volvo ÖV4
Der Volvo ÖV 4 ist der erste Serien-PKW von Volvo.

## Beschreibung
Der erste ÖV4 lief am 14. April 1927 vom Band. Die Abkürzung ÖV steht für „öppen vagn“ (offener Wagen) und 4 für die Anzahl der Zylinder. Aus technischer Sicht war dieses Automobil keine Besonderheit, da es fast vollständig auf beinahe veralteter Technik basierte.
Die Phaeton-Karosserie (viertürig mit Stoffverdeck) besteht aus einem mit Blech beplanktem Holzskelett (in Gemischtbauweise). Sie sitzt auf einem separaten Fahrgestell aus Stahl. Das Fahrwerk hat Starrachsen an langen Blattfedern vorn und hinten. Im Innenraum finden fünf Personen Platz. Die Bremsen werden mechanisch betätigt und wirken nur auf die Hinterräder. Erst gegen Ende der Produktionszeit wurden auf Wunsch auch mechanische Allradbremsen angeboten.
Der damalige Anschaffungspreis betrug 4800 schwedische Kronen, was verhältnismäßig teuer war und zu eher schwacher Kaufbegeisterung führte. Im ersten Jahr wurden insgesamt nur 297 Fahrzeuge verkauft. Ein weiterer Grund hierfür war, dass sich das Fahrzeug selbst mit den per Hand einzusteckenden Seitenscheiben und dem Stoffdach nicht wasserdicht war und sich so nur eingeschränkt für den ganzjährigen Betrieb in Schweden eignete.
Weil die damals größtenteils arme Arbeiterklasse in Schweden sich noch keine Autos leisten konnte, fiel bei Volvo der Beschluss, in Zukunft noch teurere, für die Oberschicht gebaute Autos zu konstruieren. So entstand der Volvo PV4.
Der Volvo ÖV4 ist, da einer der 10 Prototypen am Namenstag von Jacob fertiggestellt wurde, auch unter dem Kosenamen „Jacob“ bekannt.

## Technische Daten
- Produktionszeit: 1927–1929
- Stückzahl: 302 (das Volvo Blatt 1927 bis 1965 nennt 205 produzierte Fahrzeuge)[2]
- Radstand: 2,85 m
- Spurweite: 1,30 m
- Hubraum: 1944 cm³
- Leistung: 28 PS
- Höchstgeschwindigkeit: 70 km/h
- Getriebe: 3 Vorwärtsgänge